# Alma Thomas
Pour les articles homonymes, voir Thomas.
Alma Woodsey Thomas (22 septembre 1891 - 24 février 1978) était une peintre expressionniste afro-américaine et professeure d'art plastique, mieux connue pour ses peintures abstraites colorées. Elle vivait et travaillait principalement à Washington, DC et le Washington Post la décrivit comme une force à la Washington Color School. Le Wall Street Journal la décrit comme une "artiste sous-estimée" auparavant reconnue plus récemment pour ses œuvres "exubérantes", remarquables par leur motif, leur rythme et leur couleur. Thomas reste une influence pour les jeunes et les moins jeunes car elle était la pierre angulaire des Beaux-Arts de l'Université Howard, a entamé une carrière artistique réussie plus tard dans sa vie et a progressé de façon considérable en temps de ségrégation en tant qu'artiste afro-américaine.

## Vie privée
Alma Thomas est née le 22 septembre 1891 à Columbus, en Géorgie comme la plus âgée des quatre enfants de John Harris Thomas, un homme d' affaires, et Amelia Cantey Thomas, une créatrice de robes. En 1907, la famille s'installa dans le quartier Logan Circle de Washington, DC, en raison de la violence raciale en Géorgie et des avantages du système scolaire public de Washington. Bien que toujours séparée, la capitale du pays était réputée pour offrir plus d'opportunités aux Afro-Américains que la plupart des autres villes. Enfant, elle a manifesté un intérêt artistique en fabriquant des marionnettes et des sculptures à la maison. Elle a exprimé son intérêt pour être une architecte , mais la soi-disant inhabilité des femmes dans cette profession la limitait. Thomas a fréquenté le Armstrong Technical High School, où elle a suivi ses premiers cours d'art. Après avoir terminé ses études secondaires en 1911, elle étudie l'éducation maternelle à la Miner Normal School jusqu'en 1913. Elle a été enseignante remplaçante à Washington jusqu'en 1914, année où elle a obtenu un poste d'enseignante permanente sur la côte est du Maryland. Deux ans plus tard, en 1916, elle commence à enseigner la maternelle à la Thomas Garrett Settlement House à Wilmington, dans le Delaware , et y reste jusqu'en 1923.

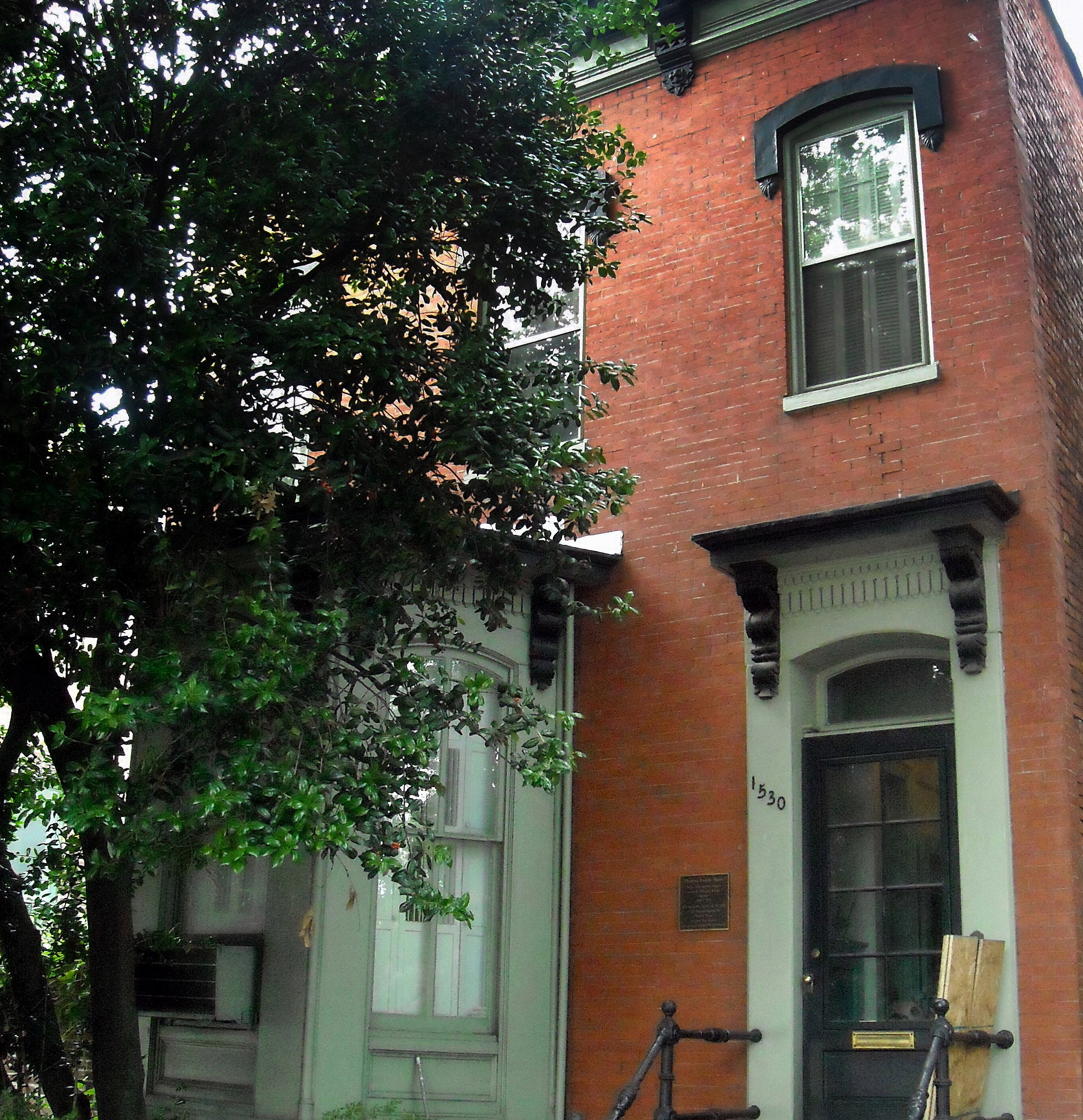
Alma Thomas House à Washington, DC où Alma a vécu jusqu'à sa mort.

## Éducation
Thomas entra à l'Université Howard en 1921, en tant qu'étudiante en économie domestique , pour ensuite se consacrer aux beaux-arts après avoir étudié avec le fondateur du département artistique James V. Herring. Encouragée par ses professeurs, Loïs Mailou Jones et James V. Herring, elle commence à expérimenter l'abstraction. Elle a obtenu son baccalauréat en sciences en beaux-arts en 1924  à l'Université Howard; et devient la première diplômée du programme universitaire des beaux-arts. Cette année-là, Thomas commence à enseigner au Shaw Junior High School, où elle enseignera jusqu'à sa retraite en 1960. Elle a enseigné aux côtés de Malkia Roberts. À Shaw Junior High, elle lance un programme artistique communautaire qui encourage les étudiants à apprécier les beaux-arts. Le programme a soutenu des spectacles de marionnettes et la distribution de cartes de vacances conçues par les étudiants et remises aux soldats du centre médical de l'administration des anciens combattants de Tuskegee. En 1934, elle obtient sa maîtrise en éducation artistique de la Columbia University et étudie la peinture à la American University de Jacob Kainen de 1950 à 1960. En 1958, elle visite des centres d’art en Europe occidentale au nom de la Tler School of Art. Elle prend sa retraite en 1960 après avoir enseigné et se consacre à la peinture. En 1963, elle a marché dans la marche de Washington avec son amie Lillian Evans.
En 1972, elle est incluse dans la partie centrale de Some Living American Women Artists, un collage féministe de Mary Beth Edelson.
Alma Thomas meurt le 24 février 1978, dans son domicile, la même maison que celle où sa famille s'était installée à leur arrivée à Washington en 1906,.

## Carrière artistique
" L'art créatif est pour tous les temps et est donc indépendant du temps. Il est de tous les âges, de tous les pays, et si nous entendons par là, l'esprit créateur de l'homme qui produit une image ou une statue est commun à tout le monde civilisé, indépendamment de l'âge, de la race et de la nationalité; la déclaration peut rester incontestée. " 
 -Alma Thomas, 1970 
Les premiers travaux d'Alma Thomas étaient représentatifs. Après des études chez Howard et une formation chez James V. Herring et Lois Mailou Jones, son travail est devenu plus abstrait. Thomas ne serait pas reconnue comme artiste professionnelle jusqu'à sa retraite de l'enseignement en 1960, année où elle s'inscrivit dans des cours à l'Université américaine. Là-bas, elle a appris le mouvement et la théorie du Color Field par Ben L. Summerford et Jacob Kainen. Elle s'est ensuite intéressée à l'utilisation de la couleur et de la composition. Le style de Thomas présente des qualités similaires à celles des peintures ouest-africaines et des mosaïques byzantines. Douze ans après son premier cours chez American, elle commence à créer des peintures Color Field, inspirées par les travaux de la New York School et de l’expressionnisme abstrait. Elle travaille dans la cuisine de sa maison et crée des œuvres comme Watusi (Hard Edge) (1963), une manipulation de la découpe de Matisse, L'escargot  dans laquelle Thomas modifie les formes et modifie les couleurs utilisées par Matisse après une chanson de Chubby Checker.
Sa première exposition rétrospective a eu lieu en 1966 à la Galerie d'art de l'Université Howard, organisée par l'historien de l'art James A. Porter. Pour cette exposition, elle a créé Earth Paintings , une série d’œuvres abstraites inspirées par la nature, dont Wind et Crepe Myrtle Concerto (1973), que l’historienne de l’art Sharon Patton considère comme «l’une des peintures les plus minimalistes jamais réalisées par un artiste afro-américain. " Ces peintures ont été comparées aux mosaïques byzantines et aux peintures pointillistes de Georges-Pierre Seurat. Thomas et Delilah Pierce, une amie, se rendraient dans la campagne où Thomas chercherait l'inspiration, tirant ses idées des effets de la lumière et de l'atmosphère sur les environnements ruraux. En 1972, à l'âge de 81 ans, Thomas fut la première femme afro-américaine à présenter une exposition personnelle au musée d'art américain de Whitney. La même année, une exposition eut également lieu à la galerie d'art Corcoran. Thomas a nié les étiquettes qui lui avaient été attribuées en tant qu’artiste et n’accepterait aucune barrière qui entraverait son processus de création et sa carrière artistique, y compris son identité de femme noire. Elle croyait que le plus important pour elle était de continuer à créer ses visions à travers ses propres œuvres d'art et son travail dans le monde de l'art, malgré la ségrégation raciale. Malgré cela, Thomas était toujours discriminée en tant qu'artiste noire et était critiquée pour son style abstrait contrairement à d'autres Américains noirs qui travaillaient avec la figuration et le symbolisme pour lutter contre l'oppression. Ses œuvres ont été présentées aux côtés de nombreux autres artistes afro-américains dans des galeries et des expositions, telles que la première galerie appartenant à des Noirs dans le district de Columbia.
En 2009, deux peintures, dont Watusi (Hard Edge) d'Alma Thomas, ont été choisies par la Première Dame Michelle Obama , |le décorateur d'intérieur de la Maison Blanche Michael Smith et le conservateur de la Maison Blanche William G. Allman, pour être exposées pendant la présidence Obama. Watusi (Hard Edge) a finalement été retiré de la Maison-Blanche en raison d'inquiétudes concernant le montage de la pièce dans l'espace du bureau de Michelle Obama dans l'aile est. Sky Light , prêté par le musée Hirshhorn et le jardin de sculptures, était suspendu dans les quartiers privés de la famille Obama. En 2015, les Obama ont accroché l'œuvre de Thomas, Resurrection, dans l'ancienne salle à manger familiale,. La peinture est la première œuvre d’une femme afro-américaine à être accrochée dans les espaces publics de la Maison Blanche dans le cadre de la collection permanente. Le choix de Thomas pour la collection de la Maison-Blanche a été décrit comme un symbole idéal pour l'administration Obama par le critique d'art du New York Times, Holland Cotter. Cotter a décrit le travail de Thomas comme "tourné vers l'avenir sans être radical, post-racial mais aussi conscient de la race". Les papiers de Thomas ont été donnés à plusieurs reprises entre 1979 et 2004 aux Archives of American Art de J. Maurice Thomas, la sœur d'Alma Thomas.
En 2016, Alma Thomas a été organisée par le musée d'enseignement Frances Frances Tang et la galerie d'art de Skidmore College et par le Studio Museum de Harlem . Cette exposition a été organisée par Ian Berry, directeur du musée Tang à Dayton, et par Lauren Haynes, conservatrice adjointe, Collection permanente du Studio Museum, et soutenue par les Amis du Tang . Les compositions à motifs de Thomas, son travail au pinceau énergique et son engagement pour la couleur ont créé un corpus d'œuvres unique et novateur. Cette exposition constitue le premier regard complet sur le travail de l'artiste depuis près de vingt ans et comprend des aquarelles rarement exposées et des expériences anciennes. Cette exposition peut être divisée en quatre sections: Aller à l’abstraction; Earth, Space, and Late Work, présentant un large éventail d'évolutions de l'œuvre de Thomas depuis la fin des années 1950 jusqu'à sa mort en 1978.

## Expositions notables
- Aquarelles de Alma Thomas, 1960, Galerie d'art du Théâtre Dupont [24]
- Alma Thomas: exposition rétrospective (1959-1966) , 1966, galerie d'art de l'Université Howard [24]
- Alma Thomas: peintures récentes , 1968, galerie Franz Bader [24]
- Peintures récentes d'Alma W. Thomas: Série Terre et espace (1961-1971) , 1971, Galerie Carl Van Vechten, Université Fisk [25]
- Alma W. Thomas: exposition rétrospective, 1972, galerie d'art de Gorcoran [26]
- Alma W. Thomas, 1972, musée d'art américain de Whitney [26]
- Alma W. Thomas: Peintures , 1973, galerie Martha Jackson [26]
- Alma W. Thomas: Peintures récentes , 1976, Galerie d'art HC Taylor, Université d'État agricole et technique de Caroline du Nord [26]
- Une vie dans l'art: Alma Thomas, 1891-1978 , 1981, Musée national d'art américain , Smithsonian Institution [26]
- Alma W. Thomas: rétrospective des peintures, 1998, musée d'art de Fort Wayne, musée d'art de Tampa, musée d' État du New Jersey, musée d'Anacostia Community , de la Smithsonian Institution et du Columbus Museum [26]
- Alma Thomas: Phantasmagoria, peintures majeures des années 1970 , 2001, galerie Michael Rosenfeld et Women's Museum: une institution pour l'avenir [26]
- Un continuum fier: huit décennies d'art à l'université Howard , 2005, université Howard [2]
- Balance des couleurs: peintures de Felrath Hines et Alma Thomas , 2010, musée d'art de Nasher [27]
- "Alma Thomas", 2016, le musée d'enseignement Frances Young Tang et la galerie d'art de Skidmore College [24] et le Studio Museum de Harlem [28]

## Collections notables
- Vue aérienne d'une pépinière de printemps , 1966; Musée Columbus [5]
- Brise bruissant à travers les fleurs d'automne , 1968; Collection Phillips [29]
- Iris, Tulipes, Jonquilles et Crocus , 1969; Musée national des femmes dans les arts [30]
- Lueur du soir , 1972; Musée d'art de Baltimore [31]
- Sonate aux roses rouges , 1972; Le Metropolitan Museum of Art [32]
- Mars sur Washington , 1964; Galerie Michael Rosenfeld
- Résurrection , 1968; Association historique de la Maison Blanche
- Watusi (Hard Edge) , 1963; Musée Hirshhorn et jardin de sculptures [33]
- La nuit étoilée et les astronautes , 1972; Institut d'art de Chicago [34]
- Chant de printemps des hortensias, 1976; Musée d'art de Philadelphie [35]
- Le printemps à Washington , 1971; collection privée